# 음력 2월 28일
음력 2월 28일은 음력 2월의 28번째 날이다.

## 같이 보기
- 음력 360일: 1월 2월 3월 4월 5월 6월 7월 8월 9월 10월 11월 12월
- 전날:2월 27일 다음날:2월 29일 - 전달:1월 28일 다음달:3월 28일
- 양력:2월 28일
- 음력, 윤달